# ووكر هيوم
ووكر هيوم (بالإنجليزية: Walker Hume)‏ هو لاعب كرة قدم أمريكي، ولد في 21 أغسطس 1993 في دالاس في الولايات المتحدة. لعب مع Orange County SC ‏.

## وصلات خارجية
- ووكر هيوم على موقع الدوري الأمريكي (الإنجليزية)
- ووكر هيوم على موقع قاعدة بيانات كرة القدم.إي يو (الإنجليزية)
- ووكر هيوم على موقع Soccerbase.com (لاعب) (الإنجليزية)
- ووكر هيوم على موقع عالم كرة القدم.نت (الإنجليزية)